# Rex Tillerson
Rex Wayne Tillerson (Wichita Falls, 23 de março de 1952) é um empresário, engenheiro e diplomata estadunidense, 69º e ex-Secretário de Estado dos Estados Unidos, a serviço de 1 de fevereiro de 2017  a 13 de março de 2018. Como engenheiro, Tillerson juntou-se à Exxon Mobil Corporation em 1975 e foi presidente e CEO da empresa de 2006 a 2016. 
Em 13 de dezembro de 2016, foi anunciado como candidato para Secretário de Estado dos Estados Unidos pela administração de Donald Trump. Em 13 de março de 2018, após a deterioração do relacionamento entre os dois, Trump demitiu Tillerson e o substituiu por Mike Pompeo.